# Xanthofyly

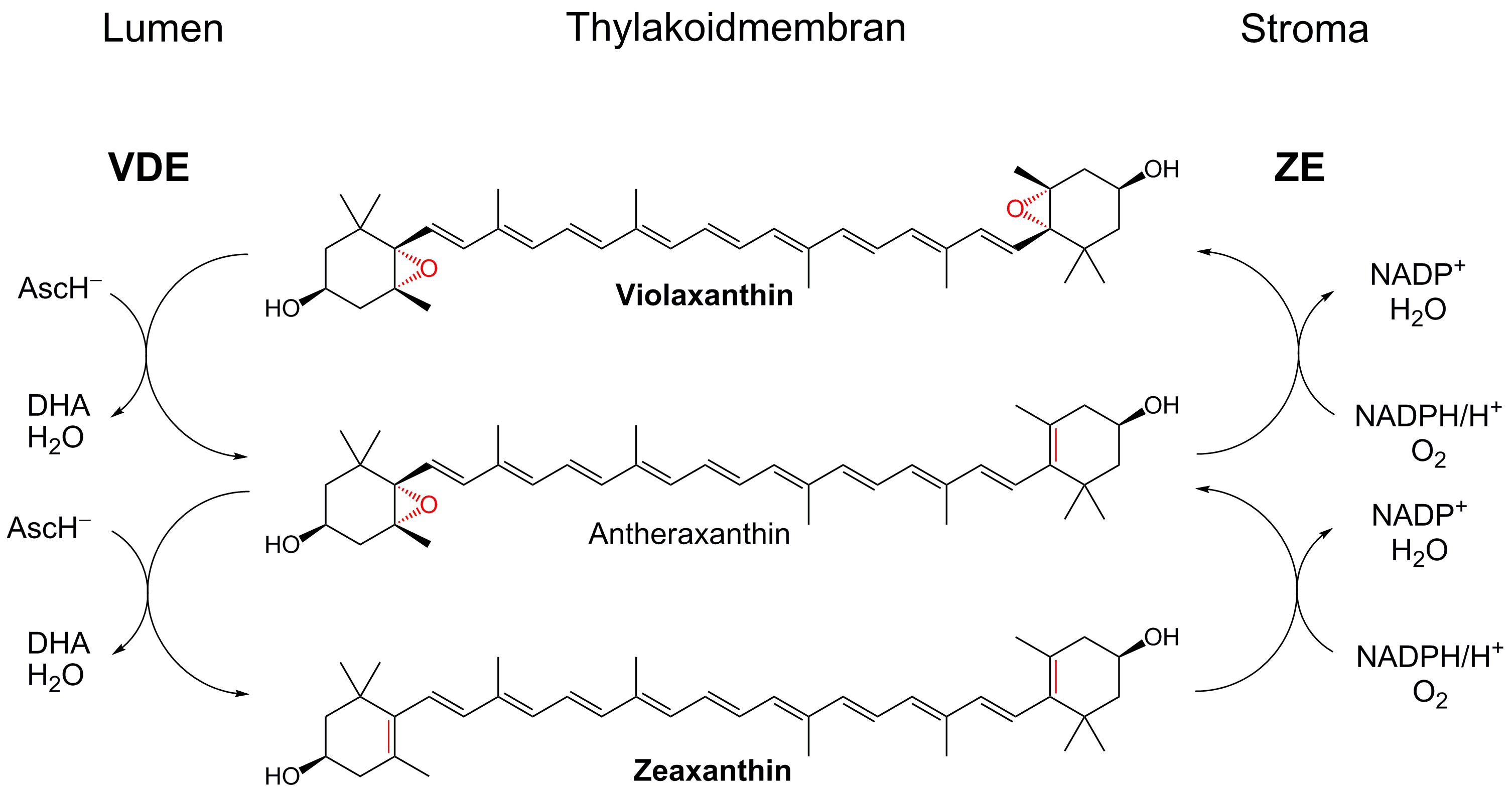
Xanthofylový cyklus pomáhá rostlinám odolávat vysokým koncentracím radikálů

Xanthofyly jsou sloučeniny ze skupiny karotenoidů, barviv, vyskytují se u mikrobiologických, rostlinných a živočišných druhů, která barví svého nositele od žluté až po červenofialovou barvu.
U rostlin se tyto pigmenty vyskytují ve všech zelených rostlinách a mnohých fotosyntetizujících bakteriích. Xanthofyly jsou velmi významná přídatná fotosyntetická barviva, jsou hojná zejména v světlosběrných komplexech. Podzimní listí je zbarveno právě především xanthofyly, zbarvují od žluté po červenou barvu. Xanthofyly mají velmi podobnou strukturu jako karoteny, ale v jejich molekulách se vyskytují také atomy kyslíku.
Xantofyly se účastní xantofylového cyklu.

## Známé xanthofyly
- antheraxanthin
- astaxanthin – červený, obsažen v mořských řasách potažmo mořských korýších
- kapsanthin – zbarvuje žluto-červeně až oranžovo-červeně. Obsažen v paprikách.
- kryptoxantin – provitamin A obsažený např. v papáje, v květech rostlin z rodu Physalis aj.
- lutein – zbarvuje do žluta v nízkých koncentracích a až do oranžovo-červena ve vyšších koncentracích. Obsažen v pampeliškách, květech slunečnice.
- myxoxanthofyl – např. u sinic
- neoxanthin
- rhodoxanthin – zbarvuje do červena.
- violaxanthin
- zeaxantin – izomer luteinu